# SN 1950I
SN 1950I – supernowa odkryta 20 kwietnia 1950 roku w galaktyce MCG +03-39-08. W momencie odkrycia miała maksymalną jasność 20,20m.